# El Caleyo (Boal)
El Caleyo es una casería perteneciente a la parroquia de Boal, en el concejo de Boal, comarca de Eo-Navia, Principado de Asturias, España.
Cuenta con una población de 1 habitante (INE, 2013) y se encuentra a unos 430 m de altura sobre el nivel del mar. Dista escasamente 1 km de la capital del concejo, tomando desde ésta la carretera local de 2.º orden BO-1.